# MY Жирафа
MY Жирафа ( MY Cam ) — двойная звездная система, расположенная в рассеянном скоплении Аликанте 1, около 13 тысяч световых лет (4,0 кпк) в созвездии Жирафа . Это одна из самых массивных известных двойных звездных систем и главный кандидат на слияние тяжелых звезд. MY Жирафа — самая яркая звезда Аликанте 1.
Оба компонента обладают большой массой и расположены очень близко друг к другу.
Система состоит из двух ярко-голубых звезд О-типа, масса одной составляет 32 солнечных массы, а другой — 38 солнечных масс. MY Жирафа — контактная двойная и затменно-двойная система с орбитальным периодом 1,2 дня и орбитальной скоростью 1 000 000 км/ч (280км/c). Звезды имеют общую оболочку.